# Komander
Komander (Reynosa, Tamaulipas; 15 de diciembre de 1998) es un luchador profesional mexicano actualmente firmado con All Elite Wrestling (AEW). Además, trabaja también para Consejo Mundial de Lucha Libre (CMLL).
Komander debutó en 2012, compitiendo por promociones locales basadas en la ciudad de Reynosa. Más tarde comenzaría a aparecer en importantes promociones nacionales como Lucha Memes, MDA Lucha Libre, War City Wrestling y AAA. Su nombre real no es un asunto de interés público, como es a menudo el caso con los luchadores enmascarados en México, donde sus vidas privadas se mantienen en secreto para los fanáticos de la lucha.

## Carrera

### Circuito independiente mexicano (2012-presente)
En 2014, formó el grupo Reyes del Aire de Reynosa en la promotora “Panther Promotions” del antiguo luchador nacional Arturo Serna, conocido como The Panther, con Rey Astral y Magnífico. Al año siguiente, el trío terminaría ganando el Campeonato de Tríos de War City, en una de las mejores luchas del circuito independiente de ese año. En 2015, Komander y Ronaldinho se pelearon por el Campeonato de peso crucero de War City. El 4 de octubre de 2015, derrotó a Ronaldinho en una lucha Máscara contra Cabellera para retener el título de peso crucero; más tarde perdería el título ante él.
En 2017, Komander decidió concentrarse a tiempo completo en ser luchador y comenzó a buscar reservas en todo México, expandiéndose fuera del área regional. En mayo, Komander hizo su debut en la Ciudad de México luego de ser descubierto por la promoción Lucha Memes. Perdió en su debut por el ascenso, siendo derrotado por Eterno en la Arena Coliseo Coacalco, y continuó luchando para Lucha Memes hasta 2018. El 3 de junio, Komander se enfrentó a Iron Kid en un combate en un evento de Lucha Memes que terminó sin competencia, ya que Komander necesitaba atención médica.
A lo largo de 2018 y 2019, Komander comenzó a luchar en Monterrey, participando en eventos promovidos por promociones como MDA Lucha Libre y Kaoz Lucha Libre, entre otros. En el 2019 participó en un combate eliminatorio del torneo cibernetico como parte del programa Batalla de Naucalpan, co-promovido por Lucha Memes y MexaWrestling.
En agosto del 2020 participó en el torneo Luchando por un Sueño de Kaoz Lucha Libre, en el que hizo equipo con Dulce Canela. El equipo llegó a la final del torneo donde fueron derrotados por el equipo de Emperador Azteca y Zeuxis. El 15 de noviembre, Komander debutaría para la empresa International Wrestling Revolution Group (IWRG).
A principios de 2021, Komander se unió a Big Lucha, un gimnasio y promoción dirigida por el también luchador Bandido. El 20 de junio, en un evento copromovido por Kaoz y Lucha Libre AAA Worldwide en el Estadio Mobil Super, derrotó a Toxin, Villano III Jr., Charro Negro y Dinámico en un combate de cinco esquinas para ganar el Campeonato de Peso Crucero Júnior. En un evento de Big Lucha el 29 de agosto, Komander sufrió una lesión en el ligamento de la rodilla durante un combate con Emperador Azteca. Luego de someterse a una cirugía exitosa, se anunció que estaría fuera de acción por varios meses. Sin embargo, terminaría regresando tres meses más adelante a mediados de noviembre.
El 2 de junio de 2022, perdería el Campeonato de Peso Crucero Júnior de Kaoz ante Dinámico durante un combate de seis luchadores en el evento Villanos vs. Brazos de IWRG.

### Lucha Libre AAA Worldwide (2015; 2019-2024)
Komander hizo su debut en la Lucha Libre AAA Worldwide (AAA) en 2015, luchando en un dark match durante una grabación de AAA Sin Límite en su natal Reynosa.
Komander tenía la intención de hacer su debut oficial con AAA el 9 de junio de 2019 en Monterrey, pero fue reemplazado por otro luchador por razones desconocidas. El mes siguiente, el 21 de julio, luchó en un combate para Pro Wrestling México, el socio promocional de AAA con sede en dicha ciudad. Komander hizo su debut en la televisión AAA el 10 de agosto, formando equipo con Eclipse Jr. y Lady Shani para derrotar a Villano III Jr., Australian Suicide y La Hiedra.
El 2 de julio de 2021 en Verano de Escándalo en Tequisquiapan, Querétaro, hizo su primera aparición en un evento mayor de AAA, participando en el Golden Wings Trophy, que ganó El Hijo del Vikingo. Después, Komander comenzó a recibir reservas más frecuentes de AAA, pasando de aparecer para la promoción una vez cada pocos meses a luchar en la mayoría de los eventos televisados de AAA. El 30 de abril de 2022 en Triplemanía XXX: Monterrey, Kommander derrotó a Sexy Star II en una lucha por equipos mixtos a cuatro bandas. por el Campeonato Mundial en Parejas Mixtas de AAA , que fue ganado por Tay Conti y Sammy Guevara. [El 20 de agosto en Saltillomania, Komander se asoció con Aero Star y Baby Extreme para derrotar a Argenis, La Parka Negra y Villano III Jr.
El 16 de abril de 2023, en Triplemanía XXXI: Monterrey, participó en el evento principal de cuatro esquinas, que ganó el Megacampeón AAA Hijo del Vikingo. El 20 de mayo, él y Arez derrotaron a Rey Horus & Octagón Jr. y Jack Evans y Myzteziz Jr. en una lucha por equipos de cuatro vías durante una grabación de televisión para ganar el vacante Campeonato Mundial en Parejas de AAA.

### All Elite Wrestling / Ring of Honor (2023-presente)
El 1 de marzo de 2023, en el episodio de Dynamite, Komander debutó en All Elite Wrestling (AEW), participando en la lucha de escaleras Face of the Revolution, que ganó Powerhouse Hobbs. Komander debutó en Ring of Honor (ROH), la empresa hermana de AEW, el 31 de marzo en Supercard of Honor, donde desafió a El Hijo del Vikingo por el Megacampeonato AAA, pero perdió. El 19 de abril, el fundador y copropietario de AEW, Tony Khan, anunció que Komander había firmado con AEW. En el episodio del 7 de octubre de Collision, Komander desafió sin éxito a Eddie Kingston por el Campeonato Mundial de ROH. El 15 de diciembre en Final Battle, Komander participó en un Survival of the Fittest por el vacante Campeonato Mundial de Televisión de ROH, que ganó Kyle Fletcher.
El 28 de septiembre de 2024, en la edición Collision de Grand Slam, Komander y Private Party desafiaron sin éxito a los Death Riders por el Campeonato Mundial de Tríos de AEW. El 3 de diciembre, Komander fue anunciado como suplente en la Liga Oro del Clásico Continental 2024, reemplazando al lesionado Juice Robinson. El 20 de diciembre en Final Battle, Komander derrotó a AR Fox, Blake Christian, Brian Cage, Mark Davis y Willie Mack en un "Surival of the Fittest" para ganar el Campeonato Mundial de Televisión de ROH. Komander terminó el Clásico Continental 2024 con 3 puntos y no logró avanzar a la fase de playoffs. A principios de 2025, Komander formó un equipo con Hologram, conocido como Los Titanes del Aire.

## Campeonatos y logros
- Panther Promotions
  - Copa de Panther Promotions (1 vez)

- Kaoz Lucha Libre
  - Campeonato de Peso Crucero Júnior de Kaoz (1 vez)

- Lucha Libre AAA Worldwide
  - Campeonato Mundial de Peso Crucero de AAA (1 vez)
  - Campeonato Mundial en Parejas de AAA (1 vez) - con Arez.

- Ring of Honor
  - ROH World Television Championship (1 vez, actual)

- War City Wrestling
  - Campeonato de Peso Crucero de War City (3 veces)
  - Campeonato en Parejas de War City (1 vez) - con Ángel-O
  - Campeonato War City de Tríos (2 veces) – con Rey Astral y Magnífico

## Luchas de apuestas
| Apuesta | Ganador  | Perdedor      | Ciudad                      | Fecha                |
| ------- | -------- | ------------- | --------------------------- | -------------------- |
| Máscara | Komander | Ronaldinho    | Reynosa, Tamaulipas, México | 4 de octubre de 2015 |
| Máscara | Komander | Mini Espíritu | Zacatecas, México           | 2 de abril de 2017   |